# Domènec Prunés i Miquel
Domènec Prunés i Miquel o Domingo Prunés i Miquel (Manresa, c. 1887 - 7 de setembre de 1964) va ser un polític català, alcalde de Manresa entre 1939 i 1943.
Procurador dels tribunals de professió, des de jove militava en el jaumisme i participà en la política local. El 1920 fou escollit tinent d'alcalde de Manresa i va actuar sovint com a representant de l'alcalde, el regionalista Josep Coll i Roca.
Durant la Segona República fou un dels regidors de la Comunió Tradicionalista a l'Ajuntament de Manresa amb la coalició «Defensa Ciutadana», juntament amb Josep Prat Piera. En aquesta època, els carlins manresans es mostraren molt actius i protagonitzaren diversos actes públics, com la Setmana Tradicionalista de Manresa, conferències, o l'Acte d'Afirmació Tradicionalista, que se celebrà al Teatre Conservatori el 24 de maig de 1935.
Després de la Guerra Civil espanyola, va ser el primer alcalde franquista de la ciutat. De la tasca administrativa, va destacar el sanejament de la hisenda municipal. Amb motiu de la festa major, el 30 d'agost de 1942 va rebre un homenatge públic en què va participar el bisbe de Vic Joan Perelló i Pou, una cinquantena d'alcaldes catalans i autoritats civils i militars, entre les quals van destacar el coronel de Cavalleria Julio Pérez Salas, que va ser qui va «alliberar» Manresa, el publicista Enric Sarradell (organitzador de l'homenatge) i el governador civil de Barcelona Antonio Correa Veglison, amb l'adhesió del ministre de Jutícia Esteban Bilbao, tots ells antics militants de la Comunió Tradicionalista.
Domingo Prunés era considerat per la policia un dels requetès intransigents, com ho eren gairebé tots els carlins de la comarca del Bages, i va destacar per no portar l'uniforme del partit unificat als actes oficials i per celebrar actes pròpiament carlins, com ho era la festa dels màrtirs de la Tradició.
Segons un testimoni, contràriament al que es feia en aquell temps durant el procés de depuració franquista, l'alcalde Prunés feia avals per a tots els manresans que s'ho demanessin, mentre no li constés res en contra. Després de Domènec Prunés, els alcaldes posteriors de Manresa van ser falangistes i els carlins manresans es van retirar de la política local.
El 1943 Prunés va ser nomenat pel ministre de la Governació diputat provincial en la Comissió Gestora que presidia el també carlí Lluís Argemí, càrrec que va mantindre fins 1946.
Casat amb Isabel Planas, una filla seva, Montserrat Prunés Planas, era mestra del Grup Escolar Renaixença.